# William Harvell
William Gladstone Harvell, född 25 september 1907, död 13 maj 1985 i Portsmouth, var en brittisk tävlingscyklist.
Harvell blev olympisk bronsmedaljör i lagförföljelse vid sommarspelen 1932 i Los Angeles.